# Adony (delregion)
Adony (ungerska: Adonyi kistérség) var en delregion i provinsen Fejér i regionen Mellersta Transdanubien i Ungern. Delregionens huvudort var Adony. Vid förvaltningsreformen 2013 upplöstes Ungerns delregioner och ersattes av distrikt. Delregionen Adony kom att delas mellan distrikten Dunaújváros (7 orter) och Gárdony (1 ort).
Vid slutet av 2012 hade delregionen 24 143 invånare, på en yta av 319,96 km².

## Orter
Delregionen bestod av följande orter:

- Adony
- Beloiannisz
- Besnyő
- Iváncsa
- Kulcs
- Perkáta
- Pusztaszabolcs
- Szabadegyháza